# 黄白香薷
黄白香薷（学名：Elsholtzia ochroleuca），为唇形科香薷属下的一个植物变种。